# 吳毅成
吳毅成（英語：I-Chen Wu），資訊學者，現任國立陽明交通大學資訊工程學系教授。

## 學歷
- 國立台灣大學電機工程學系學士
- 國立台灣大學資訊工程學系碩士
- 美國卡內基梅隆大學電腦科學博士

## 專業貢獻
吳毅成的主要貢獻是提出一系列K子棋，而其中最重要的是發明了六子棋或稱為連六棋（Connect6）。此遊戲雙方的優勢自然平衡，因此有相當高的公平性。此外，此遊戲的變化十分複雜，其複雜度與象棋相當。2005年發表後，已有許多遊戲網站提供線上對弈及論壇，並有數十萬遊戲人次。許多定石及詰棋也陸續發展出來。
吳毅成研究發展六子棋電腦程式「交大六號」（NCTU6），在2006年5月義大利杜林舉辦的第11屆奧林匹亞電腦競賽（11th Computer Olympiad），獲得金牌。

## 相關連結
- CGI (圍棋軟體)
- 國立交通大學
- 國立陽明交通大學

## 外部連結
- 吳毅成的個人網頁
- 六子棋首頁*（页面存档备份，存于）
- 六子棋線上對弈（页面存档备份，存于）